# Igor Gomes
Igor Silveira Gomes (São José do Rio Preto, 17 maart 1999) is een Braziliaans voetballer die doorgaans als middenvelder speelt. Hij stroomde in 2018 door vanuit de jeugd van São Paulo.

## Carrière
Gomes maakte deel uit van de jeugdopleidingen van América en Tanabi voor hij in 2013 werd opgenomen in die van São Paulo. Hij debuteerde op 26 november 2018 in het eerste elftal, tijdens een wedstrijd in de Série A thuis tegen Sport (0–0). Coach André Jardine liet hem die dag in de 79e minuut invallen voor Felipe Araruna. Hij speelde zich in oktober 2019 in de basis bij São Paulo. Gomes maakte op 12 maart 2020 voor het eerst in zijn profcarrière een doelpunt. Hij bracht zijn ploeg toen op 3–0 in een met diezelfde cijfers gewonnen wedstrijd in de Copa Libertadores thuis tegen LDU Quito.

## Clubstatistieken
| Seizoen     | Club        | Competitie  | Competitie | Competitie | Beker | Beker | Internationaal | Internationaal | Totaal | Totaal |
| Seizoen     | Club        | Competitie  | Wed.       | Dlp.       | Wed.  | Dlp.  | Wed.           | Dlp.           | Wed.   | Dlp.   |
| ----------- | ----------- | ----------- | ---------- | ---------- | ----- | ----- | -------------- | -------------- | ------ | ------ |
| 2018        | São Paulo   | Série A     | 2          | 0          | 0     | 0     | 0              | 0              | 2      | 0      |
| 2019        | São Paulo   | Série A     | 27         | 2          | 2     | 0     | 0              | 0              | 29     | 2      |
| 2020        | São Paulo   | Série A     | 0          | 0          | 0     | 0     | 2              | 1              | 2      | 1      |
| Club totaal | Club totaal | Club totaal | 29         | 2          | 2     | 0     | 2              | 1              | 33     | 3      |

Bijgewerkt t/m 31 maart 2020

## Interlandcarrière
Gomes nam met Brazilië –20 deel aan het Zuid-Amerikaans kampioenschap –20 van 2019.
2 Vinícius ·
3 Lewis ·
4 Longo ·
5 Arboleda ·
6 Welington ·
7 Moura ·
8 Galoppo ·
9 Calleri ·
10 Luciano ·
11 Nestor ·
13 Rafinha  ·
15 Araújo ·
16 Gustavo ·
17 Silva · 
18 Rodriguinho ·
20 Antônio ·
21 Bobadilla ·
22 Tressoldi ·
23 Rafael ·
25 Alisson ·
26 Liziero ·
27 Rato ·
28 Franco ·
29 Maia ·
30 Moreira ·
32 Ferraresi ·
33 Erick ·
35 Sabino ·
36 Lanza ·
37 Carmo ·
39 Gomes ·
44 Belém ·
46 Negrucci ·
47 Ferreira ·
50 Moraes ·
93 Jandrei ·
Coach: Zubeldía 
· Assistent-coach: Cruz